# Loopy
Loopy (englisch loopy ‚gewunden‘) ist eine Gattung von Logikrätseln, die zu jenen mit der einfachsten Anleitung zählt.

## Anleitung
Ein Raster von quadratischen Feldern ist gegeben, von dessen Feldern manche einen Strich enthalten, der zwei der Seiten verbindet (entweder gegenüberliegende auf geradem Weg oder als Kurve zwei benachbarte). Einige Felder können auch einen kleinen Kreis, ein Platzhaltersymbol, enthalten. Der Spieler hat die Aufgabe, alle Felder, die nicht nach Angabe mit einem Kreis belegt sind, durch einzeichnen weiterer Geraden und Kurven von einer geschlossenen Linie durchlaufen zu lassen. Dabei darf nur eine Schlinge entstehen, nicht zwei voneinander getrennte Kreise. 
Wie bei allen derartigen Logikrätseln existiert genau eine eindeutige Lösung. 

## Lösungsstrategie
Zur Lösung eines Loopy-Rätsels versucht man typischerweise zuerst kleine Fragmente des gesuchten Weges zu bestimmen, die sich dann nach und nach zu größeren Teilstücken verbinden lassen. Es wird vermieden, Lösungsteile einzutragen, deren Richtigkeit noch unsicher ist. Zu Beginn empfiehlt es sich beispielsweise, in allen Eckfeldern, welche nicht von einem Kreis belegt sind, eine Kurve einzuzeichnen, da sich dort kein anderes Wegstück befinden kann.